# Fedya Zaytsev
Fedya Zaytsev (tiếng Nga: Федя Зайцев) là một phim hoạt hình thuộc thể loại giả tưởng, có phần khôi hài dành cho trẻ em của chị em nhà Brumberg.
Các nhà làm phim đã thể hiện rất khéo léo sự đan xen giữa chi tiết thực và chi tiết ảo, đồng thời tận dụng được tối đa ưu thế ấn tượng về hình ảnh của thể loại hoạt hình.

## Nội dung
Một buổi sáng, cậu bé Fedya Zaytsev đến lớp sớm hơn các bạn. Fedya bày trò nghich ngợm, cậu vẽ lên tường hình một người cầm ô. Bác bảo vệ vô tình trông thấy và tra hỏi, nhưng cậu bé chối quanh. Đến lúc vào học, thầy giáo đã khiển trách một bạn khác, song cậu bé Fedya bướng bỉnh cũng không đứng lên bênh vực bạn.
Khi Fedya về nhà thì hình người trên tường cũng chạy theo cậu bé. Ở nhà, tất cả sách vở, dụng cụ học tập và đồ chơi đều phản đối và yêu cầu Fedya đến trường nhận lỗi.
Cuối cùng, cậu bé Fedya đã thấy khuyết điểm của mình và nhận lỗi trước lớp.

## Ê-kíp
| Vai trò           | Tên |
| ----------------- | --- |
| Đạo diễn          | Valentina Brumberg, Zinaida Brumberg                                                                                                |
| Biên kịch         | Nikolai Erdman, Mikhail Volpin |
| Giám đốc sản xuất | Anatoly Sazonov |
| Họa sĩ            | О.Gemmerling, V.Zavilopulo, V.Valerianova                                                                                           |
| Họa sĩ thiết kế   | Valentin Lalayants, Lamis Bredis, Faina Epifanova, Roman Kachanov, Gennady Filippov, Vladimir Arbekov, Vadim Dolgikh, Boris Dezhkin |
| Điều hành         | Nikolai Voinov |
| Âm nhạc           | Viktor Oransky |
| Âm thanh          | Nikolai Prilutsky |
| Lồng tiếng        | Valentina Sperantova, Mikhail Yanshin, Erast Garin, Sergey Martinson, Lidya Korolyova, Vera Bendina, Vladimir Gotovtsev             |

## Chi tiết thú vị
Lúc Fedya cầm cuốn truyện "Timur và đồng đội" định giở ra đọc thì cậu bé Timur trên trang bìa bỗng nói: "Arkady Gaydar viết cuốn truyện này không phải để cho cậu đọc !".